# U 744
U 744 war ein deutsches U-Boot vom Typ VII C der deutschen Kriegsmarine, das während des Zweiten Weltkriegs eingesetzt wurde. Auf seinen beiden Unternehmungen versenkte es ein Handelsschiff mit 7359 BRT und einem Toten sowie ein Kriegsschiff mit 1625 t und 88 Toten. U 744 wurde am 6. März 1944 im Nordatlantik zerstört, wobei 12 Besatzungsmitglieder – unter ihnen Kommandant Heinz Blischke – ums Leben kamen. 40 Mann gerieten in alliierte Kriegsgefangenschaft. Ein alliiertes Prisenkommando enterte das U-Boot, verlor jedoch durch Kentern des eigenen Bootes die erbeuteten Unterlagen wieder. Auch ein Abschleppversuch des erbeuteten U-Bootes scheiterte, das im schweren Seegang versenkt werden musste.

## Geschichte
Die Kiellegung erfolgte am 5. Juni 1942. Nach dem Stapellauf am 11. März 1943 wurde das Boot am 5. Juni 1943 in Dienst gestellt und der 8. U-Flottille zur Ausbildung zugeteilt. Der Kommandant war Oberleutnant zur See Heinz Blischke. Wie die meisten deutschen U-Boote seiner Zeit führte auch U 744 ein bootspezifisches Zeichen, das von der Besatzung ausgewählt und an Schiffchen und Mützen getragen wurde. Es handelte sich um ein Wappen, das hälftig ein Stadttor und einen Streitkolben zeigte sowie eine stilisierte Darstellung eines Segelschiffs.

### Einsätze
Nach Abschluss der Ausbildungsfahrten wurde U 744 ab dem 1. Dezember 1943 bei der 9. U-Flottille als Frontboot eingesetzt.

#### Erste Unternehmung
Am 2. Dezember 1943 lief U 744 aus dem Hafen von Kiel zu seiner ersten Einsatzfahrt aus. Bei diesem Einsatz war das Boot der U-Bootgruppe Rügen zugeteilt, die Anfang Januar 1944 südlich von Island auf den Konvoi ON 217 traf. Kommandant Blischke griff zunächst einen allein fahrenden Frachter mit sieben Torpedos an, von denen keiner traf. Einige Tage später torpedierte er das britische Handelsschiff Empire Housman, das bereits vier Tage zuvor von U 545 getroffen und beschädigt worden war. Die Empire Housman sank zwei Tage später. Ein Besatzungsmitglied des britischen Dampfers verlor das Leben und 45 Mann konnten gerettet werden. Nach 45 Tagen auf See beendete U 744 am 15. Januar 1944 den Einsatz und lief im französischen Hafen Brest, Stützpunkt der 9. U-Flottille, ein.

#### Zweite Unternehmung
Am 24. Februar 1944 verließ U 744 den Stützpunkt in Brest zu seiner zweiten Unternehmung. Am 2. März griff Kommandant Blischke den Konvoi MKS 40 an. Die abgefeuerten Torpedos versenkten das Panzerlandungsschiff LST-362 (Lage), wobei 88 Mann starben und 92 gerettet wurden, und beschädigten die HMS LST-324.

### Versenkung
Am 5. März 1944 wurde U 744 vom britischen Zerstörer Icarus geortet. Nachdem das Boot über 30 Stunden von der Icarus und den sie begleitenden kanadischen Kriegsschiffen St. Catharines, Fennel, Chilliwack und Chaudiere sowie der Gatineau mit Wasserbomben gejagt worden war, wurde es zum Auftauchen gezwungen. Als U 744 an die Wasseroberfläche kam, wurde es unmittelbar von der Chilliwack unter Beschuss genommen, wobei die Männer an der 2-cm-Flak des U-Bootes und der Kommandant Heinz Blischke, als er durch das Turmluk kam, ums Leben kamen. Die Chilliwack stellte das Feuer ein, als die deutsche Besatzung keine Anzeichen von Gegenwehr mehr erkennen ließ. Von einem Beiboot der Chilliwack erreichte ein Enterkommando das angeschlagene U-Boot, zwang einen U-Boot-Fahrer, mit ihnen wieder einzusteigen, und konnte aus diesem Codebücher und Funkunterlagen erbeuten, musste aber das mit Wasser volllaufende U-Boot wieder verlassen. Ein Beiboot der St. Catharines kenterte beim Versuch, am U-Boot anzulegen. Schließlich kenterte im schweren Seegang auch das Beiboot der Chilliwack, so dass die erbeuteten Unterlagen wieder verloren waren und zahlreiche kanadische Seeleute zwischen den überlebenden 40 Deutschen aus U 744 im Wasser schwammen. Es bestand für die alliierten Schiffe nun die Notwendigkeit, ihre über Bord gegangenen Männer und die Überlebenden der deutschen Besatzung zu retten, was innerhalb einer Stunde gelang. Das nunmehr ganz von der Besatzung verlassene U 744 sank trotz der zur Selbstversenkung angebrachten und auch explodierenden Sprengladungen nicht und wurde schließlich von der Icarus mit einem Torpedo versenkt.
Von der Besatzung von U 744 kamen durch den Beschuss vor der Enterung 12 Mann ums Leben, und 40 Mann gerieten in alliierte Kriegsgefangenschaft. U 744 sank am 6. März 1944 im Nordatlantik auf der Position 52° 1′ N, 22° 37′ W.